# Boophis haingana
Espèce
Statut de conservation UICN

 EN B1ab(iii) : En danger
Boophis haingana est une espèce d'amphibiens de la famille des Mantellidae.

## Répartition
Cette espèce est endémique de Madagascar. Elle se rencontre entre 600 et 1 500 m d'altitude dans le parc national d'Andohahela.

## Publication originale
- Glaw, Köhler, De la Riva, Vieites & Vences, 2010 : Integrative taxonomy of Malagasy treefrogs: combination of molecular genetics, bioacoustics and comparative morphology reveals twelve additional species of Boophis. Zootaxa, no 2383, p. 1-82 (introduction).